# Восстание в Гурии (1841)
Восстание 1841 года в Гурии, на территории бывшего грузинского княжества, в то время бывшей частью Грузино-Имеретинской губернии, входившей в состав Российской империи, стало реакцией на введённые правительством пошлины и налоги для грузинских крестьян. Мятежники, к которым присоединились несколько грузинских дворян, вначале сумели захватить большую часть Гурии, но в конце концов были разбиты русской армией и союзной ей грузинской знатью в сентябре 1841 года.

## Предыстория
Гурия, маленькая и бедная грузинская область на побережье Чёрного моря, находилась под властью Российской империи с 1810 года. В 1829 году русские власти ликвидировали местное автономное княжеское правление и ввели российскую администрацию. Гурия в 1820 году уже была ареной восстания против русского владычества.

## Восстание
В 1841 году, не считаясь с местными условиями, русские власти обязали гурийских крестьян выращивать картофель и платить налоги русскими деньгами. В Гурии всё ещё было распространено натуральное хозяйство, основанное на выращивании кукурузы и проса. Среди крестьян стали распространяться слухи о том, что скоро потребуют денежные выплаты, а их призовут в армию.
Когда в мае 1841 года начались сборы налогов, крестьяне общины Ланчхути оказали сопротивление и 22 мая 1841 года подняли вооружённое восстание. Оно распространилось на территорию всей Гурии, и вскоре в рядах восставших оказалось почти 7200 человек. Они взяли под свой контроль большинство укрепленных пунктов в провинции и перекрыли дороги, ведущие в город Кутаиси. 9 августа 1841 года повстанцы во главе с Абесом Болквадзе столкнулись под Гогорети с русскими войсками, которыми командовал полковник Брусилов, нанесли им тяжёлые потери и вынудили Брусилова отступить. Дважды за этот месяц гурийцы предпринимали попытки взять Озургети, главный город Гурии и последний оставшийся форпост русских в Гурии, но безуспешно. Разногласия в рядах мятежников привели к прекращению участия в восстании многих дворян, в первую очередь князя Давида Гугунавы. В итоге, 5 сентября регулярные русские войска численностью 2500 человек под командованием полковника Моисея Аргутинского-Долгорукова при поддержке добровольческих отрядов, собранных пророссийскими грузинскими дворянами, атаковали повстанцев и разгромили их, убив более 60 человек. К концу сентября Гурия была умиротворена и вновь контролировалась Россией, но русские власти больше не предпринимали попыток собирать налоги наличными деньгами или принуждать население к выращиванию картофеля. К 1842 году большинство заключённых лидеров повстанцев были освобождены, за исключением князя Амбако Шаликашвили, который был сослан в Сибирь. Согласно русскому источнику, опубликованному в 1901 году, русские потери в подавлении восстания составили по меньшей мере 32 убитых, 115 раненых и 17 захваченных в плен.

## В культуре
Восстание было описано грузинским писателем Эгнате Ингороквой (1859—1894) в его историческом романе «Восстание в Гурии» (ჯანყი გურიაში), который был экранизирован грузинским кинорежиссёром Александром Цуцунавой в 1928 году.